# Wyoming Highway 14 (bis 1965)
Der Wyoming Highway 14 (kurz: WYO 14) war eine Bezeichnung für den heutigen U.S. Highway 14 zwischen Cody und Burgess Junction im US-Bundesstaat Wyoming, die von 1940 bis 1965 bestand. Aufgrund von Verwirrungen wurde der Wyoming Highway 14 ab 1965 als US 14A bezeichnet. Heute gibt es nur noch den Wyoming Highway 14 im südlichen Wyoming, allerdings wird dieser Name nicht mehr aktiv genutzt.

## Belege
1. ↑  AARoads: Wyoming State Route Log: 1 through 99. Abgerufen am 17. September 2021 (amerikanisches Englisch).